# Copa do Nordeste Sub-20
La Copa do Nordeste Sub-20 es una competición de fútbol disputada por equipos del Nordeste de Brasil para jugadores menores de 20 años. La competición desde 2015 es organizada por la CBF.

## Historia
El torneo fue creado para que los clubes Sub-20 de la Región Nordeste tengan más representación en la Copa de Brasil Sub-20 y la Copa São Paulo de Futebol Júnior, las competiciones más grandes de la categoría en el país.

## Palmarés
| Año  | Sede                  | Campeón      | Final Resultado | Subcampeón       |
| ---- | --------------------- | ------------ | --------------- | ---------------- |
| 2001 | Pernambuco            | Bahia        | 3:2             | Sport Recife     |
| 2003 | Alagoas               | Sport Recife | 1:0             | Vitória          |
| 2004 | Alagoas               | Vitória      | 3:2             | Corinthians - AL |
| 2005 | Alagoas               | Fortaleza    | 0:0 (6-5 pen.)  | Náutico          |
| 2006 | Alagoas               | Vitória      | 3:2             | Náutico          |
| 2015 | Alagoas               | Vitória      | 0:0 (4-3 pen.)  | Náutico          |
| 2016 | Alagoas               | Coruripe     | 1:0             | Ceará            |
| 2017 | Sergipe               | Vitória      | 2:0             | Bahia            |
| 2018 | Sergipe (fase final)  | Fortaleza    | 2:2 (4-2 pen.)  | Bahia            |
| 2019 | Sergipe (fase final)  | Vitória      | 2:0             | Ceará            |
| 2020 | Pernambuco            | Náutico      | 5:1             | Fortaleza        |
| 2021 | Salvador (fase final) | Vitória      | 1:0             | Fluminense - PI  |

## Títulos por equipo
| Equipo           | Títulos | Subtítulos | Años campeón                       | Años subcampeón  |
| ---------------- | ------- | ---------- | ---------------------------------- | ---------------- |
| Vitória          | 6       | 1          | 2004, 2006, 2015, 2017, 2019, 2021 | 2003             |
| Fortaleza        | 2       | 1          | 2005, 2018                         | 2020             |
| Náutico          | 1       | 3          | 2020                               | 2005, 2006, 2015 |
| Bahia            | 1       | 2          | 2001                               | 2017, 2018       |
| Sport Recife     | 1       | 1          | 2003                               | 2001             |
| Coruripe         | 1       | 0          | 2016                               | -                |
| Ceará            | 0       | 2          | -                                  | 2016, 2019       |
| Corinthians - AL | 0       | 1          | -                                  | 2004             |
| Fluminense - PI  | 0       | 1          | -                                  | 2021             |

### Títulos por estado
| Estado     | Títulos | Subtítulos |
| ---------- | ------- | ---------- |
| Bahía      | 7       | 3          |
| Pernambuco | 2       | 4          |
| Ceará      | 2       | 3          |
| Alagoas    | 1       | 1          |
| Piauí      | 0       | 1          |